# Accidente del Sud Aviation Caravelle de Aerovías Guatemala
El accidente del Sud Aviation Caravelle de Aerovías Guatemala se produjo el 18 de enero de 1986 cuando un Sud Aviation SE-210 Caravelle III se estrelló en una colina durante la aproximación al Aeropuerto Internacional Mundo Maya, en Flores, Guatemala, después de un corto vuelo que se originó en el Aeropuerto Internacional La Aurora en la Ciudad de Guatemala. Todos los 93 pasajeros y tripulantes a bordo murieron, convirtiéndolo en el peor desastre aéreo en la historia de Guatemala. 

## Aeronave
La aeronave siniestrada era un Sud Aviation SE-210 Caravelle III, construido en 1960, que tenía 26 años de edad. Inicialmente voló para Alitalia con registro I-DAXI, y fue convertido en una serie 6N estándar en 1962. SAETA compró la aeronave en 1975, registrándola como HC-BAE. Aerovías la alquiló de SAETA en 1985 para responder al incremento de turistas que visitaron Guatemala.

## Accidente
El vuelo de 40 minutos llevó turistas guatemaltecos y extranjeros de la Ciudad de Guatemala a Flores, situado a unos 480 km al noreste de Ciudad de Guatemala. Flores es un punto de partida normal para las visitas a la antigua ciudad maya de Tikal, la cual se encuentra en la selva a 37 km. La aeronave despegó del Aeropuerto Internacional La Aurora el sábado 18 de enero de 1986, a las 7:25 hora local, con 87 pasajeros y 6 tripulantes a bordo. Después de aproximadamente 30 minutos de vuelo, el avión fue autorizado a aterrizar en el aeropuerto de Santa Elena. Sin embargo, la primera aproximación era demasiado alta y el avión sobrepasó la pista.
En su segunda aproximación la aeronave se estrelló y se incendió a unos 8 km del aeropuerto en un cerro. El último contacto de la torre de control con el avión se produjo a las 7:58, tras 33 minutos de los 40 minutos de vuelo, sin señales de anomalías. En el accidente murieron todas las 93 personas a bordo: 87 pasajeros y 6 miembros de la tripulación. La aeronave quedó totalmente destruida en el accidente.

## Causa
La investigación llevada a cabo por la Dirección General de Aeronáutica Civil no pudo determinar la causa exacta del accidente. Es posible que la cubierta de nubes bajas haya causada desorientación en los pilotos causando un vuelo controlado contra terreno (probablemente).

## Pasajeros destacados
En el accidente fallecieron el excanciller venezolano, Arístides Calvani, su esposa Adela Abbo de Calvani y sus dos hijas.

## Nacionalidad de los Fallecidos
| Nacionalidad   | Pasajeros | Tripulación | Total |
| -------------- | --------- | ----------- | ----- |
| Guatemala      | 54        | 5           | 59    |
| Estados Unidos | 8         | -           | 8     |
| Colombia       | 5         | 1           | 6     |
| Venezuela      | 4         | -           | 4     |
| México         | 2         | -           | 2     |
| Canadá         | 2         | -           | 2     |
| Países Bajos   | 4         | -           | 4     |
| Costa Rica     | 2         | -           | 2     |
| Reino Unido    | 2         | -           | 2     |
| Alemania       | 1         | -           | 1     |
| Italia         | 1         | -           | 1     |
| Francia        | 1         | -           | 1     |
| Grecia         | 1         | -           | 1     |
| Total          | 87        | 6           | 93    |